# Женская сборная Норвегии по футболу (до 17 лет)
Женская сборная Норвегии по футболу (до 17 лет) — футбольная сборная, сформированная для участия в чемпионатах Европы и мира среди девушек не старше 17 лет.
Деятельность сборной регламентируется норвежской футбольной ассоциацией.

## История выступления на международных турнирах

### Чемпионаты Европы
| Финальная стадия | Финальная стадия                | Финальная стадия                | Финальная стадия                | Финальная стадия                | Финальная стадия                | Финальная стадия                | Финальная стадия                | Финальная стадия                | Финальная стадия                |                                 | Квалификация | Квалификация | Квалификация | Квалификация | Квалификация | Квалификация | Квалификация |
| Год              | Раунд                           | Место                           | И                               | В                               | Н                               | П                               | МЗ                              | МП                              | РМ                              | И                               | В            | Н            | П            | МЗ           | МП           | РМ           |              |
| ---------------- | ------------------------------- | ------------------------------- | ------------------------------- | ------------------------------- | ------------------------------- | ------------------------------- | ------------------------------- | ------------------------------- | ------------------------------- | ------------------------------- | ------------ | ------------ | ------------ | ------------ | ------------ | ------------ | ------------ |
| 2008             | Не прошла квалификацию          | Не прошла квалификацию          | Не прошла квалификацию          | Не прошла квалификацию          | Не прошла квалификацию          | Не прошла квалификацию          | Не прошла квалификацию          | Не прошла квалификацию          | Не прошла квалификацию          | Не прошла квалификацию          | 6            | 2            | 0            | 4            | 22           | 10           | +12          |
| 2009             | 1/2 финала                      | 4                               | 2                               | 0                               | 0                               | 2                               | 1                               | 5                               | −4                              | 6                               | 5            | 1            | 0            | 25           | 3            | +22          |              |
| 2010             | Не прошла квалификацию          | Не прошла квалификацию          | Не прошла квалификацию          | Не прошла квалификацию          | Не прошла квалификацию          | Не прошла квалификацию          | Не прошла квалификацию          | Не прошла квалификацию          | Не прошла квалификацию          | Не прошла квалификацию          | 6            | 5            | 0            | 1            | 17           | 6            | +11          |
| 2011             | Не прошла квалификацию          | Не прошла квалификацию          | Не прошла квалификацию          | Не прошла квалификацию          | Не прошла квалификацию          | Не прошла квалификацию          | Не прошла квалификацию          | Не прошла квалификацию          | Не прошла квалификацию          | Не прошла квалификацию          | 3            | 1            | 2            | 0            | 11           | 3            | +8           |
| 2012             | Не прошла квалификацию          | Не прошла квалификацию          | Не прошла квалификацию          | Не прошла квалификацию          | Не прошла квалификацию          | Не прошла квалификацию          | Не прошла квалификацию          | Не прошла квалификацию          | Не прошла квалификацию          | Не прошла квалификацию          | 6            | 5            | 0            | 1            | 20           | 5            | +15          |
| 2013             | Не прошла квалификацию          | Не прошла квалификацию          | Не прошла квалификацию          | Не прошла квалификацию          | Не прошла квалификацию          | Не прошла квалификацию          | Не прошла квалификацию          | Не прошла квалификацию          | Не прошла квалификацию          | Не прошла квалификацию          | 6            | 4            | 1            | 1            | 20           | 4            | +16          |
| 2014             | Не прошла квалификацию          | Не прошла квалификацию          | Не прошла квалификацию          | Не прошла квалификацию          | Не прошла квалификацию          | Не прошла квалификацию          | Не прошла квалификацию          | Не прошла квалификацию          | Не прошла квалификацию          | Не прошла квалификацию          | 6            | 5            | 0            | 1            | 29           | 5            | +24          |
| 2015             | гр. турнир                      |                                 | 3                               | 1                               | 1                               | 1                               | 4                               | 4                               | 0                               | 6                               | 4            | 1            | 1            | 10           | 5            | +5           |              |
| 2016             | 1/2 финала                      | 4                               | 5                               | 2                               | 0                               | 3                               | 6                               | 9                               | −3                              | 3                               | 2            | 1            | 0            | 23           | 1            | +22          |              |
| 2017             | 1/2 финала                      |                                 | 4                               | 2                               | 1                               | 1                               | 5                               | 4                               | +1                              | 6                               | 6            | 0            | 0            | 28           | 3            | +25          |              |
| 2018             | Не прошла квалификацию          | Не прошла квалификацию          | Не прошла квалификацию          | Не прошла квалификацию          | Не прошла квалификацию          | Не прошла квалификацию          | Не прошла квалификацию          | Не прошла квалификацию          | Не прошла квалификацию          | Не прошла квалификацию          | 6            | 4            | 0            | 2            | 20           | 3            | +17          |
| 2019             | Не прошла квалификацию          | Не прошла квалификацию          | Не прошла квалификацию          | Не прошла квалификацию          | Не прошла квалификацию          | Не прошла квалификацию          | Не прошла квалификацию          | Не прошла квалификацию          | Не прошла квалификацию          | Не прошла квалификацию          | 6            | 4            | 1            | 1            | 10           | 6            | +4           |
| 2020             | Отменён из-за пандемии COVID-19 | Отменён из-за пандемии COVID-19 | Отменён из-за пандемии COVID-19 | Отменён из-за пандемии COVID-19 | Отменён из-за пандемии COVID-19 | Отменён из-за пандемии COVID-19 | Отменён из-за пандемии COVID-19 | Отменён из-за пандемии COVID-19 | Отменён из-за пандемии COVID-19 | Отменён из-за пандемии COVID-19 | 3            | 3            | 0            | 0            | 22           | 0            | +22          |
| 2021             | Отменён из-за пандемии COVID-19 | Отменён из-за пандемии COVID-19 | Отменён из-за пандемии COVID-19 | Отменён из-за пандемии COVID-19 | Отменён из-за пандемии COVID-19 | Отменён из-за пандемии COVID-19 | Отменён из-за пандемии COVID-19 | Отменён из-за пандемии COVID-19 | Отменён из-за пандемии COVID-19 | Отменён из-за пандемии COVID-19 | 0            | 0            | 0            | 0            | 0            | 0            | 0            |
| 2022             | гр. турнир                      |                                 | 3                               | 0                               | 0                               | 3                               | 1                               | 7                               | −6                              | 6                               | 4            | 0            | 2            | 26           | 6            | +20          |              |
| Всего            | 5/13                            | —                               | 17                              | 5                               | 2                               | 10                              | 17                              | 29                              | −12                             | 75                              | 54           | 7            | 14           | 283          | 60           | +223         |              |

1. ↑  В ничьи включены также матчи плей-офф, которые завершились послематчевыми пенальти.